# İmam Mustafayev
İmam Daşdəmir oğlu Mustafayev (ur. 25 lutego 1910 w Qaxu w okręgu zakatalskim, zm. 10 marca 1997 w Baku) – radziecki i azerbejdżański polityk, I sekretarz KC Komunistycznej Partii Azerbejdżanu w latach 1954-1959.
W 1928 ukończył zakatalskie technikum rolnicze, a 1932 Azerbejdżański Instytut Rolniczy, następnie pracownik naukowy tego Instytutu (1934-1937 zastępca dyrektora), od 1938 kandydat nauk rolniczych. 1940 w ludowym komisariacie rolnictwa Azerbejdżańskiej SRR, od 1940 w WKP(b), 1940-1942 zastępca ludowego komisarza kontroli państwowej Azerbejdżańskiej SRR, 1942-1947 I zastępca ludowego komisarza rolnictwa/ministra rolnictwa Azerbejdżańskiej SRR, a 1947-1950 minister rolnictwa Azerbejdżańskiej SRR. 1950-1951 akademik-sekretarz Akademii Nauk Azerbejdżańskiej SRR, 1951-1952 i ponownie 1953-1954 sekretarz KC Komunistycznej Partii (bolszewików) Azerbejdżanu, od kwietnia 1952 do kwietnia 1953 sekretarz obwodowego komitetu partyjnego w Gandży. Od 16 lutego 1954 do 8 lipca 1959 I sekretarz KC Komunistycznej Partii Azerbejdżanu. 1954-1970 kierownik wydziału w Instytucie Genetyki i Selekcji Akademii Nauk Azerbejdżańskiej SRR, od 1971 do śmierci dyrektor tego Instytutu (od 1991 pod nazwą Instytutu Genetyki i Selekcji Akademii Nauk Azerbejdżanu). Deputowany do Rady Najwyższej ZSRR od 3 do 5 kadencji. Od 25 lutego 1956 do 17 października 1961 członek KC KPZR. Odznaczony Orderem Czerwonego Sztandaru Pracy i Orderem „Znak Honoru”.